# Flora Brasílica
Flora Brasílica é uma série de livros publicados pela Secretaria de Agricultura do Estado de São Paulo entre 1940 e 1955, que pretendia atualizar e ampliar a coleção Flora Brasiliensis publicada meio século antes na Europa. Foi planejada e iniciada por Frederico Carlos Hoehne, diretor superintendente do departamento de botânica do estado. 
A coleção escrita por diversos especialistas e publicada somente em parte, após a aposentadoria de Hoehne em 1952, foi lançado um volume por ele deixado completo em 1955. Foi então interrompida até 1968, quando por obra de Alcides Ribeiro Teixeira, foi lançado mais um fascículo. Alguns dos volumes publicados, apesar de já parcialmente desatualizados quanto à nomenclatura dos gêneros e espécies, ainda permanecem como as melhores e mais completas referências publicadas até hoje sobre as plantas do Brasil. 

## Volumes publicados
- Fascículo 1, Volume 12, parte 1; gêneros 1 a 12 - Orchidaceae (12 gêneros e 236 espécies), por Frederico C. Hoehne - 254 páginas e 153 tábuas. (1940).

- Fascículo 2, Volume 25, parte 2; gênero 122 - Leguminosae (1 gênero e 11 espécies), por Frederico C. Hoehne - 20 páginas e 15 tábuas. (1940).

- Fascículo 3, Volume 25, parte 2; gênero 128 - Leguminosae (2 gêneros e 122 espécies), por Frederico C. Hoehne - 100 páginas e 107 tábuas. (1941).

- Fascículo 4, Volume 25, parte 2; gêneros 126 a 127 - Leguminosae (2 gêneros e 44 espécies), por Frederico C. Hoehne - 39 páginas e 40 tábuas. (1941).

- Fascículo 5, Volume 12, parte 6; gêneros 97 a 114 - Orchidaceae (19 gêneros e 117 espécies), por Frederico C. Hoehne - 218 páginas e 138 tábuas. (1942).

- Fascículo 6, Volume 15, parte 2 - Aristolochiaceae (3 gêneros e 137 espécies), por Frederico C. Hoehne - 141 páginas e 123 tábuas. (1942).

- Fascículo 7, Volume 48; gêneros 1 a 14 - Labiatae (14 gêneros e 90 espécies), por C. Epling. e J. F. Toledo - 107 páginas e 42 tábuas. (1943).
- Fascículo 8, Volume 12, parte 2; gêneros 13 a 43 - Orchidaceae (37 gêneros e 363 espécies), por Frederico C. Hoehne - 389 páginas e 213 tábuas. (1945) [Compreende duas encadernações, uma para textos e outra para ilustrações.]

- Fascículo 9, Volume 41, parte 1 - Onagraceae (5 gêneros e 45 espécies), por Philip A. Muniz - 62 páginas e 51 tábuas. (1947).

- Fascículo 10, Volume 12, parte 7; gêneros 115 a 147 - Orchidaceae (37 gêneros e 212 espécies), por Frederico C. Hoehne - 396 páginas e 182 tábuas. (1953).

- Fascículo 11, Volume 2, parte 2 - Licopodiaceae (2 gêneros e 77 espécies), por Hermann Nessel - 131 páginas e 113 figuras. (1955).

- Fascículo 12, Volume 9, parte 2 - Xyridaceae (4 gêneros e 115 espécies), por Lyman B. Smith e Robert J. Downs - 125 páginas e 42 tábuas. (1968).